# Valery Oisteanu
Valery Oisteanu (Karaganda, 3 settembre 1943) è un poeta e artista statunitense.

## Biografia
Di origine ebraica, è nato a Karaganda (Kazakistan) ed è cresciuto in Romania, da dove nel 1972 è emigrato negli Stati Uniti, stabilendosi a New York City, dove tuttora vive. Da allora ha sempre scritto in lingua inglese. È fratello dello scrittore Andrei Oisteanu.
Assai vicino al movimento surrealista, ha scritto e pubblicato diverse raccolte di poesia e ha lavorato sia come artista visivo che performer. Parte fondamentale della sua attività artistica è un tipo di performance che lui stesso ha chiamato Jazzoetry, concepita come una recitazione poetica fusa all'idea di improvvisazione jazzistica. 
Si è molto avvicinato anche all'arte postale.

## Pubblicazioni
- Underground Shadows (Pass Press, New York, 1977);
- Underwater Temples, (Pass Press, New York, 1979);
- Do Not Defuse, (Pass Press, New York, 1980);
- Passport to Eternal Life, (Pass Press, New York, 1990);
- Moons of Venus, (Pass Press, New York, 1992);
- Temporary Immortality, (Pass Press, New York, 1995);
- poems and photographic collage Vis-a-vis Bali (New Observation Press, New York 1985);
- ZEN DADA,(Linear Art Press, New York, 1989).

| Controllo di autorità | VIAF (EN) 65446909 · ISNI (EN) 0000 0000 2548 9616 · Europeana agent/base/15529 · LCCN (EN) n85184494 · GND (DE) 1145187080 · J9U (EN, HE) 987007274626605171 |